# Vanilla mexicana
Vanilla mexicana es una especie de vainilla en la familia Orchidaceae, comúnmente conocida como vainilla de México o vainilla sin perfume. Es una planta trepadora y vivaz la cual se inicia con un pequeño tallo suculento y carnoso, que mediante crece se va adhiriendo a los troncos y las ramas que se encuentran por medio y va adquiriendo una tonalidad verde oscuro, pudiendo llegar a medir hasta 15 metros.

## Distribución
Se encuentra en las Indias Occidentales, México, América Central, el norte de América del Sur y en el sur de Florida.
La vainilla mexicana es considerada vulnerable en toda su gama. En Florida, esta orquídea está clasificada como en peligro de extinción donde está amenazada por la recolección ilegal y la pérdida de hábitat.

## Taxonomía
Vanilla mexicana fue descrita por Philip Miller y publicado en The Gardeners Dictionary: eighth edition 1, en 1768.

## Condiciones climáticas
Es una especie con carácter tropical y evolucionan bien entre los 20/30 °C, tanto por el día como por la noche, las precipitaciones para su desarrollo deben estar bien distribuidas y abundantes, la humedad deberá encontrarse  entre los 80% en la sombra y 50% en el sol, lo cual favorece el crecimiento y propicia el amarillento de sus hojas.

## Nombres comunes
- flor negra de México, tliltxochitl, vainilla de México.[2]